# Základní škola Roudnice nad Labem, Školní 1803
Základní škola a mateřská škola v Roudnici nad Labem (dříve také 3. ZŠ) je nejmladší plnohodnotnou základní školou v Roudnici nad Labem.

## Historie
Na počátku 70. let 20. století se začala významně rozrůstat sídlištní výstavba v Roudnici nad Labem na Podřipsku. V té době byla v Roudnici nad Labem vystavena dvě sídliště. Základní kámen k sídlišti Hracholusky byl položen 25. července 1973, do dubna 1977 zde vzniklo 1258 bytů.
Roudnice nad Labem je i spádovou oblastí pro žáky z okolních obcí Podřipska. Kapacita dvou tehdy existujících základních devítiletých škol přestala stačit, proto byla zahájena v roce 1976 i stavba třetí základní devítileté školy, dle návrhu Ing. arch. Josefa Poříze. Prvním zaměstnancem a zároveň zástupcem ředitele byl 1. března 1977 jmenován Mgr. Zdeněk Němeček. 1. července byl ředitelem školy jmenován Bohumil Klepetko (otec dnešního televizního moderátora Bohumila Klepetka), do té doby ředitel ZDŠ ve Straškově.
Škola slavnostně zahájila provoz 1. září 1977, ještě za provozu školy byla dokončována její dostavba.
Součástí školy tehdy byla školní jídelna, dvě tělocvičny, ordinace dětského lékaře, ordinace zubního lékaře, školní dílna, pozemek pro pěstitelské práce.
Žáci nastupující v roce 1977 do druhého ročníku byli již zařazeni do nové koncepce osmiletého studia základní školy. V roce 1990 byl zahájen návrat k původní devítileté školní docházce.
Oblíbený ředitel školy Bohumil Klepetko do školy nastoupil již vážně nemocen, k tomu se přidala i autohavárie. Na tyto následky dne 21. listopadu 1980 zemřel. 25. dubna 1981 jej ve funkci nahradil jeho dosavadní zástupce Mgr. Zdeněk Němeček. Ten funkci ředitele vykonával dlouhodobě, až do roku 1998. Jeho zástupkyní se stala Mgr. Jana Jakešová, ta tuto funkci vykonávala do svého odchodu v roce 1984 a na její místo nastoupila Mgr. Magdalena Bednářová.
V září 1998 do funkce ředitele školy nastoupila PaedDr. Zuzana Zrzavá, zároveň s ní i nový zástupce ředitele, Mgr. Václav Kautský. Ten však 2. března 2007 náhle zemřel a ve funkci jej od 1. dubna 2007 nahradil Mgr. Jiří Neliba.
Škola je využívána i komerčně - pronájem tělocvičen.
O povodních v roce 2002 sem byli evakuováni obyvatelé zatopených oblastí.

## Ředitelé školy
- Bohumil Klepetko (1977–1980)
- Mgr. Zdeněk Němeček (1981–1998)
- PaedDr. Zuzana Zrzavá (1998–dodnes)

## Zástupci ředitele
- Mgr. Zdeněk Němeček (1977–1981)
- Mgr. Jana Jakešová (1981–1984)
- Mgr. Magdalena Bednářová (1984–1998)
- Mgr. Václav Kautský (1998–2007)
- Mgr. Jiří Neliba (2007–2022)
- Mgr. David Mikoláš (2020–dodnes)
- Mgr. Vlastimil Purchart (2022–dodnes)